# Альціон білогрудий
Альціон білогрудий (Halcyon smyrnensis) — птах родини рибалочкових.

## Опис
Альціон білогрудий досягає довжини 26-39 см, забарвлення спини, хвоста і крил яскраво-синього кольору. Плечі і боки, голова і низ живота каштаново-коричневого кольору. Горло і груди білі. Дзьоб і ноги коралово-червоні.

## Місце перебування
Альціон білогрудий не прив'язаний так сильно до води, як інші види рибалочок. Вона гніздиться в сухих культурних ландшафтах, в пальмових гаях, парках і іноді на лісових галявинах, але все ж найчастіше на берегах з урвищами поблизу води.

## Розмноження
Для гнізда викопує нори довжиною до 50 см. У кладці 4-7 круглих білих яєць.

## Живлення
Альціон білогрудий полює на великих комах, гризунів, равликів, риб, жаб, а також співочих птахів.

## Підвиди
Відомо чотири підвиди:
- H. s. smyrnensis
  - Поширення: від Ізміра в західній Туреччині і Каїра в Єгипті на південь від Каспійського моря, на північ від Перської затоки , Пакистану , Афганістану та північного заходу Індії. Зареєстрований заліт цього підвиду в південному Азербайджані.
  - Ознаки: підборіддя, горло і груди білі

- H. s. fusca
  - Поширення: Індія і Шрі-Ланка до Тайваню і Хайнань, Індокитай, Малакка і Суматри
  - Ознаки: трішки темніше, синява має менш зелений відтінок.

- H. s. saturatior
  - Поширення: Андаманські острови
  - Ознаки: як у H. s. smyrnensis, тільки більш темного коричневого кольору

- H. s. gularis
  - Поширення: Філіппіни
  - Ознаки: як у H. s. fusca, але підборіддя і горло білі, а крила більш чорні